# Terceiro Consistório Ordinário Público de 1838

## Cardeais
| Nº         | País       | Nome              | Idade      | Cargo              | Título ou Diaconia                                        |
| In Pectore | In Pectore | In Pectore        | In Pectore | In Pectore         | In Pectore                                                |
| ---------- | ---------- | ----------------- | ---------- | ------------------ | --------------------------------------------------------- |
| 5          | Itália     | Gabriele Ferretti | 43         | Arcebispo de Fermo | Revelado no Segundo Consistório Ordinário Público de 1839 |